# Nikon D3100

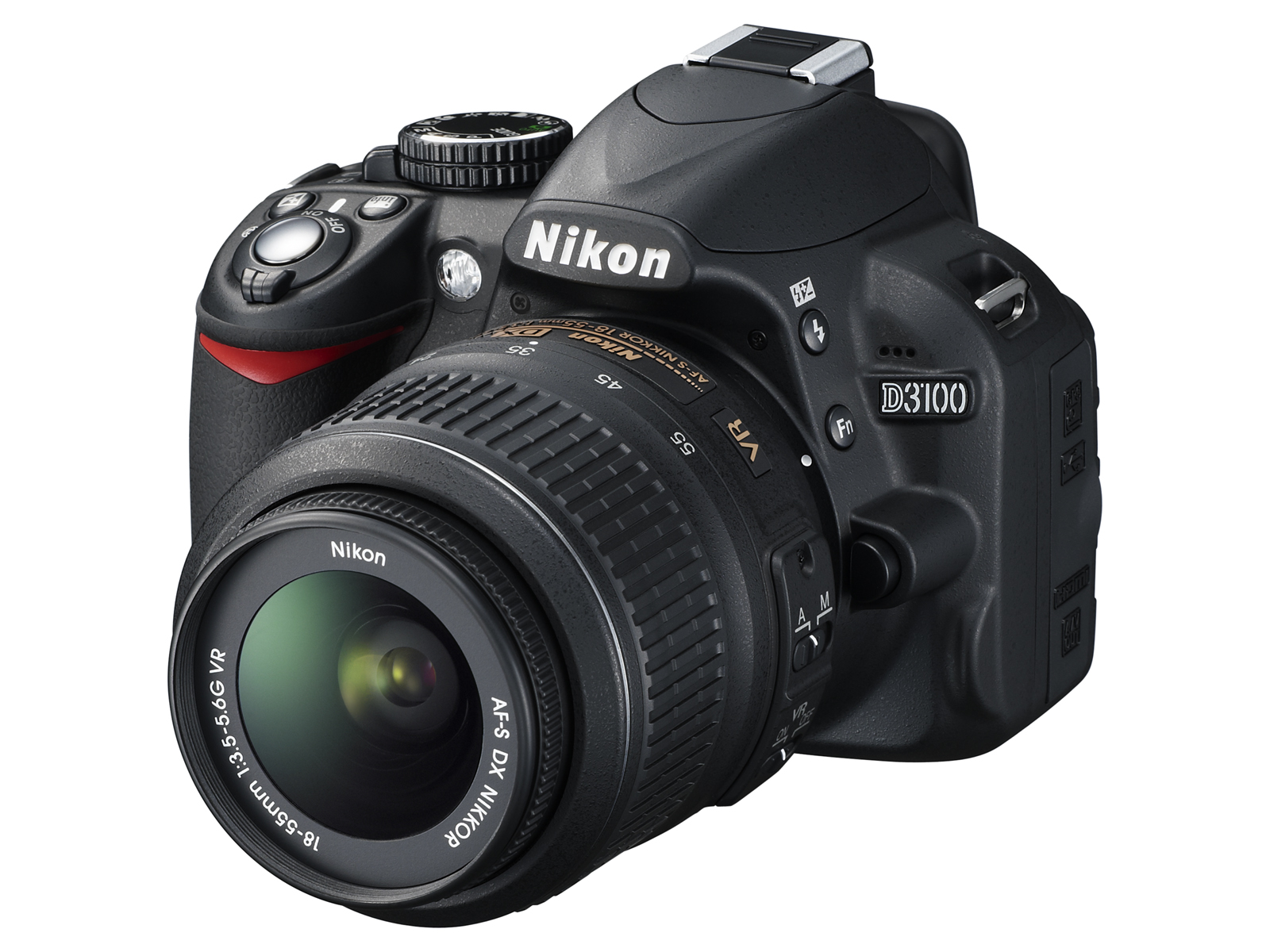
Nikon D3100

Nikon D3100 este o cameră foto DSLR de 14,1 megapixeli format DX introdusă de Nikon pe 19 august 2010. A înlocuit modelul D3000 drept modelul entry-level de la Nikon destinat începătorilor. A introdus noul procesor de imagine Nikon EXSPEED 2 și a fost primul DSLR Nikon cu funcție de filmare Full HD cu autofocalizare full-time și compresie H.264, înlocuind compresia Motion JPEG. A fost de asemenea primul DSLR Nikon care să filmeze la mai mult de un singur frame rate.
A fost înlocuit de D3200 drept modelul entry-level pe 19 aprilie 2012.

## Specificații
- Senzor Nikon CMOS format DX de 14,2 megapixeli și rezoluție 12 Bit.
- Procesor de imagine Nikon EXSPEED 2.
- D-Lighting activ.
- Funcție de corectare automată a aberațiilor cromatice.
- Sistem de autocurățare a senzorului.
- Ecran LCD de 3 inch cu 230.000 pixeli.
- Fotografie în rafală cu până la 3 cadre pe secundă.
- Funcție live view.
- Funcție de filmare Full HD (1080p timp de 10 minute la 24 de cadre pe secundă în codec H.264), adițional 720p la 30, 25 și 24 cadre pe secundă și 480p la 24 cadre pe secundă.
- Autofocus full-time în modul de filmare.
- Sistem de autofocalizare 3D Tracking Multi-CAM cu 11 puncte de focalizare.
- Sensibilitate ISO 100-3200 (6400 și 12800 cu boost).
- Montură pentru obiective Nikon F-mount.
- Bliț incorporat.
- Format fișier: JPEG și RAW.
- Suport pentru card de memorie SDXC.

La fel ca și celelalte camere Nikon entry-level, D3100 nu are motor pentru autofocalizare, autofocalizarea funcționând doar dacă obiectivul atașat are motor de autofocalizare integrat.